# 雙葉纖巨口魚
雙葉纖巨口魚（学名：Leptostomias bilobatus）为輻鰭魚綱巨口鱼目巨口鱼科的其中一種。分布於大西洋的熱帶及亞熱帶海域，為深海魚類，體長可達11公分。

## 扩展阅读
維基物種上的相關：雙葉纖巨口魚